# Reuzenmuskaatduif
De reuzenmuskaatduif (Ducula goliath) is een vogel uit de familie der Columbidae (Duiven en tortelduiven).

## Verspreiding en leefgebied
Deze soort is endemisch in Nieuw-Caledonië.

## Status
De grootte van de populatie is in 2001 geschat op 100 duizend individuen. Op de Rode lijst van de IUCN heeft deze soort de status gevoelig.